# 渡辺尚志
渡辺 尚志（わたなべ たかし、1957年7月25日 - ）は、日本の歴史学者。一橋大学名誉教授。松戸市立博物館館長。元歴史学研究会事務局長。専攻は日本近世史、村落史。

## 来歴
東京都生まれ。1981年東京大学文学部国史学科卒。1988年同大学院博士課程単位取得退学。
1988年国文学研究資料館助手、1993年一橋大学社会学部助教授。1995年「近世の豪農と村落共同体」で東京大学より博士（文学）の学位を取得。2001年一橋大学大学院社会学研究科総合社会科学専攻歴史社会研究分野（社会史日本）教授。2002年歴史学研究会事務局長。2021年一橋大学名誉教授。2022年松戸市立博物館館長。

## 著書
1990年代
- 『近世の豪農と村落共同体』東京大学出版会、1994
- 『江戸時代の村人たち』山川出版社、1997
- 『近世村落の特質と展開』校倉書房、1998

2000年代
- 『浅間山大噴火』吉川弘文館、歴史文化ライブラリー、2003
- 『遠くて近い江戸の村 上総国本小轡村の江戸時代』崙書房出版、ふるさと文庫、2004
- 『近世の村落と地域社会』塙書房、2007
- 『豪農・村落共同体と地域社会 近世から近代へ』柏書房、2007
- 『近代移行期の名望家と地域・国家』名著出版、2007
- 『惣百姓と近世村落 房総地域史研究』岩田書院、2007
- 『畿内の豪農経営と地域社会』思文閣出版、2008
- 『百姓の力 江戸時代から見える日本』柏書房、2008／角川ソフィア文庫、2015
- 『東西豪農の明治維新 神奈川の佐七郎と山口の勇蔵』塙書房〈塙選書〉2009
- 『百姓たちの江戸時代』ちくまプリマー新書 2009
- 『百姓の主張 訴訟と和解の江戸時代』柏書房、2009

2010年代
- 『村からみた近世』校倉書房、2010
- 『畿内の村の近世史』清文堂出版、2010
- 『東北の村の近世 出羽国村山郡の総合的地域研究』東京堂出版、2011
- 『日本人は災害からどう復興したか 江戸時代の災害記録に見る「村の力」』農山漁村文化協会、2013
- 『百姓たちの幕末維新』草思社、2012
  - 『百姓たちの幕末維新』草思社文庫、2017年4月。ISBN 978-4-7942-2269-5。
- 『武士に「もの言う」百姓たち　裁判でよむ江戸時代』草思社、2012
  - 『武士に「もの言う」百姓たち　裁判でよむ江戸時代』草思社文庫、2022年4月
- 『百姓たちの水資源戦争　江戸時代の水争いを追う』草思社、2014
  - 『百姓たちの水資源戦争』草思社文庫、2022年2月
- 『幕末維新期の名望家と地域社会』同成社、2014
- 『生産・流通・消費の近世史』勉誠出版、2016
- 『移行期の東海地域史 中世・近世・近代を架橋する』勉誠出版、2016
- 『アーカイブズの現在・未来・可能性を考える』法政大学出版局、2016
- 『江戸・明治 百姓たちの山争い裁判』草思社、2017
  - 『江戸・明治百姓たちの山争い裁判』草思社文庫、2021年8月。ISBN 978-4-7942-2533-7。
- 『殿様が三人いた村　葛飾郡幸谷村と関家の江戸時代』崙書房出版・ふるさと文庫、2017
- 『海に生きた百姓たち　海村の江戸時代』草思社、2019
  - 『海に生きた百姓たち』草思社文庫、2022年6月

2020年代
- 『日本近世村落論』岩波書店、2020
- 『言いなりにならない江戸の百姓たち 「幸谷村酒井家文書」から読み解く』文学通信、2021
- 『近世の村と百姓』勉誠出版、2021年8月。ISBN 978-4-585-32002-9。

## 共編著
- 『近世房総地域史研究』吉田伸之共編.東京大学出版会、1993
- 『近世米作単作地帯の村落社会 越後国岩手村佐藤家文書の研究』編.岩田書院、1995
- 『新しい近世史 4　村落の変容と地域社会』編　新人物往来社、1996
- 『近世地域社会論 幕領天草の大庄屋・地役人と百姓相続』編.岩田書院、1999
- 『土地所有史』五味文彦共編.山川出版社、2002　新体系日本史
- 『幕末維新期萩藩村落社会の変動』編.岩田書院、2002
- 『地方名望家・山口左七郎の明治維新』編著.大学教育出版、2003
- 『中世・近世土地所有史の再構築』長谷川裕子共編.青木書店、2004
- 『藩地域の構造と変容 信濃国松代藩地域の研究』編　岩田書院、2005
- 『近代移行期の名望家と地域・国家』編著.名著出版、2006
- 『畿内の豪農経営と地域社会』編.思文閣出版、2008
- 『藩地域の政策主体と藩政　信濃国松代藩地域の研究 2』小関悠一郎共編.岩田書院、2008
- 『畿内の村の近世史』編.清文堂出版、2010
- 『近世後期大名家の領政機構 信濃国松代藩地域の研究 3』荒武賢一朗共編.岩田書院、2011
- 『東北の村の近世 出羽国村山郡の総合的地域研究』編.東京堂出版、2011